# Масимо Троизи
Масимо Троизи (итал. Massimo Troisi; Сан Ђорђо а Кремано, 19. фебруар 1953 — Остија, 4. јун 1994) је био италијански глумац, филмски редитељ и песник. Најпознатији је по улози Марија Руопола у филму Поштар из 1994.

## Награде
| Год.  | Награђен или номинован | Додељује                          | Категорија                  | Филм            |
| ----- | ---------------------- | --------------------------------- | --------------------------- | --------------- |
| 1989. | Награђен               | Волпи пехар                       | Најбољи главни глумац       | Колико је сати? |
| 1995. | Номинован              | Оскар                             | Најбољи главни глумац       | Поштар          |
| 1995. | Номинован              | Оскар                             | Најбољи адаптирани сценарио | Поштар          |
| 1995. | Номинован              | БАФТА                             | Најбољи главни глумац       | Поштар          |
| 1995. | Номинован              | Награда Удружења филмских глумаца | Најбољи главни глумац       | Поштар          |

## Филмографија

### Глумац
| Улоге Масимо Троизи |                                    |               |              |          |
| Година              | Српски назив                       | Изворни назив | Улога        | Напомена |
| 1994.               | Поштар                             |               | Марио Руполо |          |
| 1989.               | Колико је сати?                    |               |              |          |
| 1984.               | Ништа не преостаје него да плачемо |               |              |          |